# Lillian Fontaine
Lillian Fontaine, também conhecida como Lili Fontaine (nascida Lilian Augusta Ruse; Reading, Inglaterra, 11 de junho de 1886 - Santa Barbara, EUA, 20 de fevereiro de 1975) foi uma atriz britânica, mãe das famosas atrizes ganhadoras do Oscar de melhor atriz Olivia de Havilland (1916 - 2020) e Joan Fontaine (1917 - 2013).
Lillian iniciou sua carreira atuando nos palcos, mas após o casamento Walter Augustus de Havilland, em 1914, decidiu abandonar a carreira de atriz ao se estabelecer com o marido em Tóquio, no Japão, onde este trabalhava como professor de inglês e francês na Universidade de Tóquio antes de se tornar advogado de patentes com prática no Japão.
A 1º de julho de 1916  nasce a primogênita do casal, Olivia Mary de Havilland, e, 15 meses mais tarde, a 22 de outubro de 1917, nasce a filha caçula, Joan de Beauvoir de Havilland. Este não foi um casamento feliz, devido às infidelidades de Walter, que tinha casos com garotas gueixas. Em 1919, a família partiu para a Califórnia, e lá decidiram tratar da saúde de Olivia, fragilizada por causa de uma bronquite. Depois disso, Joan acabou contraindo pneumonia e, por indicação médica, a família se estabeleceu na cidade de Saratoga, estado da Califórnia, a 80 km ao sul de San Francisco. 
Passado algum tempo Walter deixou sua esposa e voltou para a sua amante japonesa, com quem se casaria após oficializar o divórcio com Lilian, assinado a 23 de fevereiro de 1925, 6 anos após estarem vivendo separados. Lilian também se casaria novamente: em abril de 1925 ela oficializou a união com um gerente de uma loja de departamentos chamado George Milan Fontaine, um homem severo, detestado por Olivia e Joan, de quem Lilian fora esposa até 1956, quando da morte dele.
Ao decidir que se tornaria uma atriz, Joan usaria no nome artístico o sobrenome adotado por sua mãe após o segundo casamento, pois Lillian não permitiu que ela usasse o mesmo sobrenome que o da irmã Olivia, já uma estrela em ascensão; Lillian não aprovava que Joan seguisse carreira artística - segundo ela, só haveria em Hollywood apenas uma De Havilland (referindo-se à Olivia). Além desse fato, as garotas nunca tiveram um bom relacionamento; após a morte de Lillian, em 1975, Olivia e Joan não mais se falariam enquanto em vida.
Lillian só voltou a atuar como atriz na década de 40, depois que as filhas já haviam conquistado a fama, fazendo pequenos papéis em filmes e aparecendo na TV. Alguns dos filmes em que a atriz apareceu foram dois dos quais Joan Fontaine estrelou: Ivy (1947) e The Bigamist (1953).
Ela faleceu na cidade de Santa Barbara, estado da California, aos 88 anos de idade, vítima de câncer.